# Samed Yeşil
Samed Yeşil (født 25. maj 1994) er en tysk fodboldspiller, der spiller som angriber hos ATS Krefeld.
Han har tidligere spillet i blandt andet Bayer Leverkusen og Liverpool F.C.

## Landshold
Yeşil har repræsenteret adskillige tyske ungdomslandshold. Senest spillede han for U19 landsholdet, hvor ahn spillede syv kampe og scorede otte mål.
I 2010 spillede Yeşil for U18 landsholdet. Her spillede han to kampe og scorede tre mål.
I 2010-2011 sæsonen spillede Yeşil hele 21 kampe og scorede imponerende 20 mål for U17 landsholdet.
I 2012 spillede han for U18 landsholdet. Her spillede han tre kampe

## Klubkarriere

### Bayer Leverkusen
Yeşil spillede 7 år for Bayer Leverkusens ungdomshold. I 2010-2012 sæsonen spillede Yeşil 71 kampe og scorede imponerende 57 mål. Efter de to imponerende sæsoner, blev Yeşil rykket op til Bayer Leverkusens førstehold. Her spillede han 4 kampe for andenholdet, og en enkelt kamp for førsteholdet, indtil han blev købt af Liverpool.

### Liverpool F.C.
Liverpool købte Yeşil for £1 million. Yeşil var i mange klubbers søgelys, og det gjorde at Brendan Rodgers måtte handle hurtigt, og sikre det unge talents underskrift.
Yeşil spillede sin første kamp for Liverpools U21 hold imod Chelseas U21 hold. 
Den 26. september 2012 fik han sin førsteholds debut imod West Bromwich Albion i Liga Cuppen.

## Artikler
- Liverpool henter tysk angrebstalent
- Yesil får rolle i Europa League